# Malcolm I

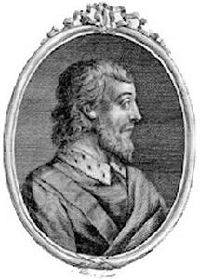
Malkolm I

Malcolm I, również Malkolm I (właściwie Máel Coluim mac Domnaill) (zm. 954) – król Szkocji w l. 943-954. Syn Donalda II.